# Piero Nelli
Piero Nelli (Pisa, 14 aprile 1926 – Sarteano, 28 giugno 2014) è stato un regista, scrittore e autore televisivo italiano.

## Biografia
Di famiglia aristocratica, tentò la carriera militare prima di entrare nel mondo del cinema come assistente regista di Giuseppe De Santis. 
Nel 1953 dirige il suo unico lungometraggio a soggetto, La pattuglia sperduta.  
Nel 1962 dirige il documentario Avventura nella vacanza (Ansaldo, 9’55”) realizzato nel soggiorno montano di San Sicario della Società Italsider (produzione: Corona Cinematografica; regia: Piero Nelli; fotografia: Ugo Piccone; musica: Franco Potenza; consulente: Mariella Loriga; cast: Paolo Pacetti) che riceverà l'anno successivo un premio alla 24ª Mostra internazionale d'arte cinematografica di Venezia.
Nel 1966 partecipa alla lotta per l'indipendenza della Guinea-Bissau, realizzando il lungometraggio Labanta Negro, vincitore della targa Leone di San Marco al Festival di Venezia.
Per la televisione dirige Il triangolo rosso, sceneggiato in 6 punt., in onda dal 21 luglio al 25 agosto 1967 sul Secondo programma; nel 1977-78 è la volta dello sceneggiato Il Passatore; poi nel 1979, per la miniserie TV I giochi del diavolo, dirige l'episodio La presenza perfetta.
Nel 2000 scrive il suo primo romanzo, Un caso di destino.

## Filmografia
- Cavatori di marmo (1950)
- Patto d'amicizia (1951)
- Salviamo la montagna muore (1952)
- Crepuscolo di un mondo (1953)
- La pattuglia sperduta (1954)
- Le italiane e l'amore, co-regia di altri 10 registi (1961) - (segmento "Lo sfregio")
- Avventura nella vacanza (1962)
- I misteri di Roma, co-regia di altri 16 registi (1966)
- Labanta negro (1966)
- Diario di bordo (1966)
- Il triangolo rosso (1967)
- Oltre il duemila (1971)
- Il Passatore (1977-1978)
- I giochi del diavolo (1981)
- L'addio a Enrico Berlinguer, co-regia di altri 39 registi (1984)